# کوستادین آدژوف
کوستادین آدژوف (بلغاری: Костадин Аджов؛ زادهٔ ۱۹ مهٔ ۱۹۹۱) بازیکن فوتبال اهل بلغارستان است.
از باشگاه‌هایی که در آن بازی کرده است می‌توان به باشگاه فوتبال لفسکی صوفیه اشاره کرد.